# Louis Jean Nicolas Abbé

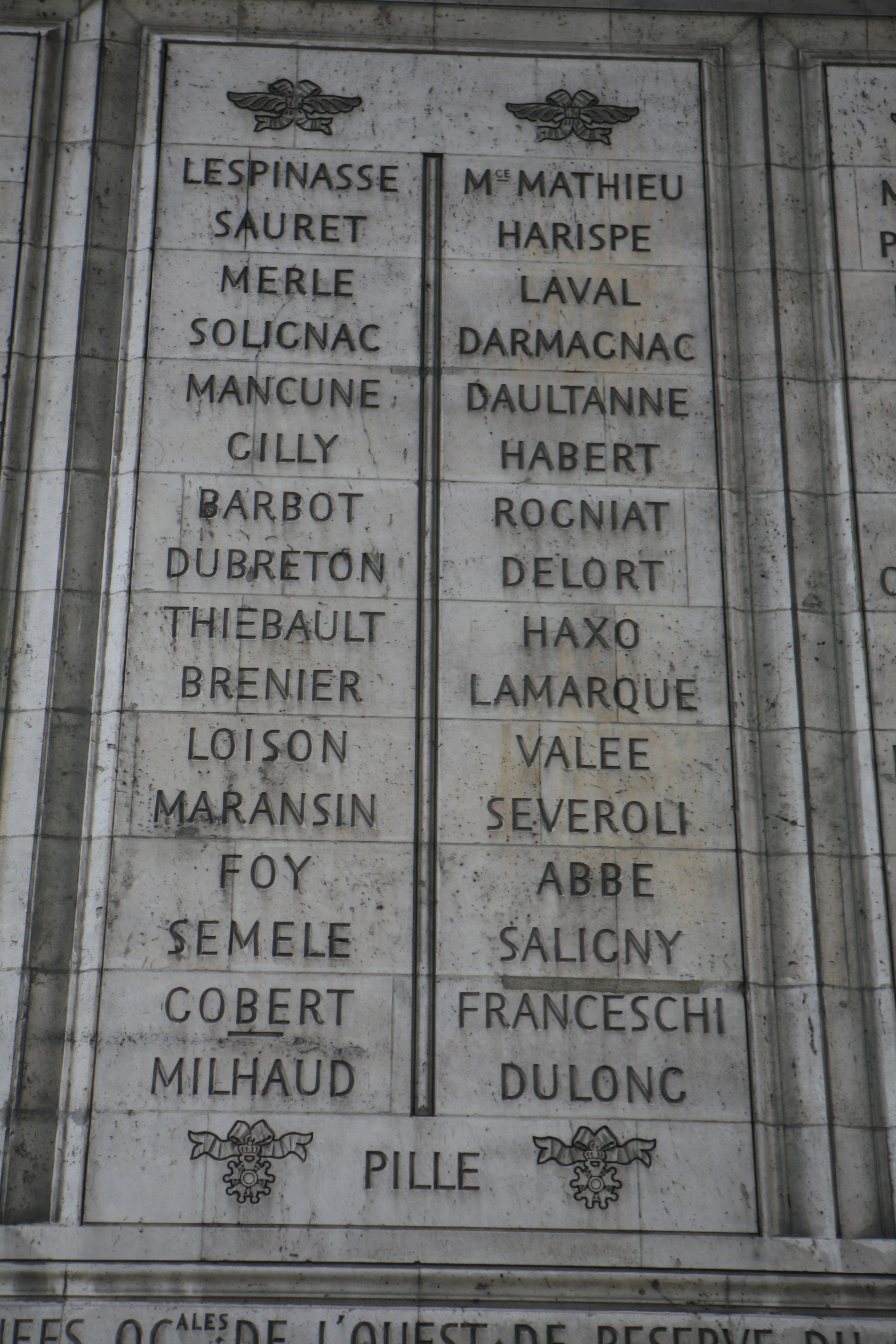
Namensnennung auf dem Arc de triomphe

Louis Jean Nicolas Abbé (* 28. August 1764 in Trépail (Marne); † 9. April 1834 in Châlons-sur-Marne) war ein französischer Général de division in den Napoleonischen Kriegen.

## Leben
Louis Jean Nicolas Abbé war der Sohn des Weinbauern Nicolas Abbé und der Jeanne Sergent. Er begann seine militärische Laufbahn im Dienst des französischen Königs Ludwig XVI., indem er als 19-Jähriger am 14. April 1784 in das auf Korsika stationierte Régiment de Barrois eintrat. Beim Ausbruch der Französischen Revolution 1789 war er Sergent in Toulon. Am 29. April 1792 wurde er Sergeant Major und machte in diesem Jahr den Feldzug der Alpenarmee mit. 1793 kam er zur Armée d’Italie und kämpfte dann bis 1799 auf der Apenninhalbinsel. Am 18. September 1793 zum Sous-lieutenant und 1796 zum Hauptmann befördert, zeichnete er sich beim Übergang über den Mincio, bei der Eroberung von Governolo und in der Schlacht bei Castellaro aus, in der er sich eine Verwundung zuzog. Durch einen Handstreich, den er dem Oberkommandierenden Barthélemy-Catherine Joubert vorgeschlagen hatte, gelang es ihm am 5. Dezember 1798, den Franzosen die Einnahme der im Piemont gelegenen Stadt Novara zu ermöglichen. Deshalb wurde er am 30. Januar 1799 zum Colonel eines Dragonerregiments ernannt.
Abbé wurde sodann Aide-de-camp des Generals Charles Victoire Emmanuel Leclerc und begleitete diesen 1800 zur Rheinarmee, 1801 nach Portugal und 1801/02 auf die Expedition zur Wiedereroberung der auf der Insel Hispaniola gelegenen französischen Kolonie Saint-Domingue, wo er als Chef de brigade eingesetzt war. Nachdem viele Soldaten, darunter am 2. November 1802 auch General Leclerc, dem Gelbfieber zum Opfer gefallen waren, kehrte Abbé nach Frankreich zurück und kommandierte danach auf Befehl Napoleons die 23. Demi-brigade der leichten Infanterie auf Korsika. Er wurde am 11. Dezember 1803 zum Mitglied der Ehrenlegion ernannt.
Von 1806 bis 1809 war Abbé wieder in Italien im militärischen Einsatz. Nach der Schlacht bei Sant’Eufemia in Kalabrien (4. Juli 1806) sicherte er den Rückzug der Franzosen vor den englischen Truppen und wurde dafür am 1. März 1807 von König Joseph Bonaparte zum Général de brigade befördert. Am 28. Mai 1807 trug er zum französischen Sieg bei, den der Oberbefehlshaber Jean-Louis-Ebenezer Reynier in der Schlacht von Mileto in Süditalien gegen die anglo-sizilischen Truppen Ludwigs von Hessen-Philippsthal errang. Den Titel eines Kommandeurs der Ehrenlegion erhielt er am 23. Oktober 1808.
Im nächsten Jahr operierte Abbé als Führer einer Brigade zunächst in Norditalien. Hier kämpfte er u a. bei Sacile (16. April 1809) sowie Caldiero (27.–30. April) und nahm ferner an der Schlacht an der Piave (8. Mai) sowie jener von Tarvis (16.–17. Mai) teil. Sodann kämpfte er auf dem Gebiet des heutigen Ungarns bei Raab (14. Juni) und zog am 6. Juli 1809 mit seiner Brigade hinter der Artillerie von Antoine Drouot auf das Schlachtfeld von Wagram, bei welcher militärischen Auseinandersetzung Napoleon einen entscheidenden Sieg gegen Österreich feierte.
1810 wurde Abbé auf den Kriegsschauplatz der Iberischen Halbinsel versetzt. Dort wurde er im 3. Armeekorps eingesetzt und stand unter dem Oberbefehl des bedeutenden napoleonischen Feldherrn Louis Gabriel Suchet. Er wirkte bei der Belagerung von Lérida (Mai 1810) mit, die mit der Einnahme dieser in Katalonien gelegenen Stadt endete, nachdem sich die von Jaime García Conde kommandierte spanische Garnison den Franzosen hatte ergeben müssen. Am 8. Juli 1810 besiegte Abbé den spanischen General Enrique José O’Donnell, nahm im Dezember 1810 an der von Suchet erfolgreich abgeschlossenen Belagerung von Tortosa teil und wurde zum Baron des Ersten Kaiserreichs erhoben.
Abbé unterstützte sodann Suchet im Mai/Juni 1811 bei der Belagerung von Tarragona, die ebenfalls mit einem französischen Sieg endete, und zeichnete Ende Juli persönlich für die Erstürmung des Bergmassivs Montserrat und des darauf gelegenen gleichnamigen Klosters verantwortlich. Am 31. Juli 1811 wurde er zum Général de division befördert. Er befand sich anschließend im Militäreinsatz in Navarra und war hier Honoré-Charles Reille unterstellt. Am 22. August 1812 besiegte er im Roncal-Tal den spanischen Guerillaführer Francisco Espoz y Mina, kämpfte aber gegen diesen bei anderen Gelegenheiten nicht immer erfolgreich.
Beim Rückzug der Franzosen aus Spanien musste Abbé Navarra verlassen und kehrte nach dem entscheidenden Sieg der Alliierten in der Schlacht bei Vitoria (21. Juni 1813) nach Frankreich zurück. Er kommandierte die dritte Division unter dem Oberbefehl des Marschalls Nicolas Jean-de-Dieu Soult und zeichnete sich u. a. in den vom 9.–13. Dezember 1813 gegen englische, spanische und portugiesische Truppen geschlagenen Schlachten an der Nive nahe Bayonne aus. Er verstärkte dann mit seiner Division die Verteidigung des von den Engländern blockierten Bayonne. Auf Anweisung des Oberkommandierenden, Pierre Thouvenot, beteiligte er sich am 14. April 1814 an einem für die Engländer verlustreichen Ausfall aus der Stadt.
Nach der damals erfolgten Abdankung Napoleons schloss sich Abbé König Ludwig XVIII. an, der ihn am 19. Juli 1814 zum Ritter des Ordens von Saint-Louis ernannte und am 15. Januar 1815 zum Befehlshaber in Toulon ernannte. Napoleon gelang es aber noch einmal, kurzzeitig die Herrschaft in Frankreich zu erringen, nachdem er, von seiner Verbannungsinsel Elba zurückgekehrt, am 1. März 1815 nahe Antibes gelandet war. Abbé erfuhr am 2. März von Napoleons Landung und erhielt in Toulon die Ordnung aufrecht. Am 4. April wurde er nach seiner Ankunft in Cannes festgenommen, aber schon wenige Tage später wieder freigelassen. Auf Napoleons Befehl vom 23. April übernahm er das Kommando der 18. Division in Belfort, wobei er unter dem Oberbefehl des Generals Claude-Jacques Lecourbe stand, und war Ende Juni 1815 bei der Verteidigung dieser ostfranzösischen Stadt gegen zahlenmäßig weit überlegene österreichische Truppen beteiligt. Napoleon hatte aber bereits endgültig abgedankt; Ludwig XVIII. übernahm wieder die Macht und schickte Abbé am 1. Januar 1816 mit der Stellung eines Lieutenant-général in den Ruhestand.
Abbé führte nun ein ziviles Leben in Châlons-sur-Marne. Beim Beginn der Julimonarchie wurde er im August 1830 Kommandant der Nationalgarde dieser Stadt, musste aber aufgrund seiner Gebrechlichkeit das Amt wieder niederlegen. Im Februar 1831 bekam er eine Stelle im Reservekader des Generalstabs, zog sich aber am 1. Mai 1832 erneut in das Privatleben zurück. Er starb am 9. April 1834 im Alter von 69 Jahren in Châlons-sur-Marne und fand auf einem dortigen Friedhof seine letzte Ruhestätte. Er hatte die Ehrung erhalten, dass sein Name auf dem Triumphbogen in Paris in die 36. Spalte eingetragen wurde.